# Кьюбитт, Генри, 4-й барон Эшкомб
Генри Кьюбитт (англ. Henry Cubitt; 31 марта 1924 — 4 декабря 2013) — британский аристократ, 4-й барон Эшкомб с 1962 года. Дядя королевы Камиллы, жены Карла III.

## Биография
Генри Кьюбитт родился в 1924 году в семье Роланда Кьюбитта (с 1947 года 3-го барона Эшкомба) и его жены Сони Кеппел. Его старшей сестрой была Розалинд Мод (1921—1994), жена Брюса Шанда, мать Камиллы, жены короля Карла III, и писателя Марка Шанда. Генри учился в Итоне, служил в авиации и сражался на фронтах Второй мировой войны. Позже он работал в семейной строительной фирме Holland, Hannen & Cubitts. В 1961—1968 годах занимал должность генерального консула Монако в Лондоне, после смерти отца в 1962 году занял место в Палате лордов как 4-й барон Эшкомб.
Барон был трижды женат — на Гислен Дрессельхейс, Вирджинии Каррингтон и Мэри Чиппс. Первые два брака закончились разводом. Детей у барона не было, так что его наследником стал двоюродный племянник Марк Кьюбитт.